# Stéphane Lavignotte
Stéphane Lavignotte, né le 3 mai 1970 à Metz, est un pasteur, journaliste et écrivain français. Il est engagé dans la Mission populaire évangélique, une Église réformée du christianisme social.

## Biographie

### Formation, journalisme et politique
Stéphane Lavignotte est né à Metz, d'une mère lorraine d'origine catholique et d'un père d'origine protestante du Béarn. Il grandit à Poitiers, où naît en 1975 son frère Guilhem Lavignotte.
Adolescent, il fait des émissions sur la vie des collégiens dans une radio libre de quartier, Radio Poitiers Ouest, hébergée dans le centre socio-culturel de la Blaiserie, où David Dufresne fait aussi des émissions. Comme ce dernier, il participe au fanzinat alors que les fanzines et journaux lycéens se développent sur la ville. Il publie avec Joris Clerté, devenu depuis réalisateur de dessins-animés ou Jean-Philippe Peyraud, déjà dessinateur de bandes-dessinées, le fanzine de rock et bédé Synopsis et le journal lycéen M.P.T.D.H (Mais pourquoi tant de haine, pourquoi tant d'humour). Il participe aux activités du C.D.I.L (Centre de documentation et d'information lycéen), qui devient J-Presse puis Jet d'encre.
Diplômé de l'Institut d'études politiques de Bordeaux en 1990 et du CFJ à Paris en 1992, Stéphane Lavignotte s'illustre d'abord comme un journaliste très engagé sur les questions sociales et sociétales, notamment la régularisation des sans-papiers. Son épouse est Véronique Dubarry, ex-adjointe (écologiste) au maire de Paris Bertrand Delanoë, chargée des personnes en situation de handicap,.
Il a été membre des Verts durant une quinzaine d'années et les quitte en 2001 en désaccord avec la proximité avec le Parti socialiste. Il soutient Jean-Luc Mélenchon à la présidentielle de 2012 puis adhère à Ensemble !. En 2003, il est un des initiateurs du mouvement pro-vélo Vélorution,. En avril 2015, il crée une Alliance citoyenne, syndicat d'habitants de quartier, à Gennevilliers et Aubervilliers. Il soutient Karima Delli lors de la primaire de 2016 d'Europe Écologie Les Verts, avant d’appeler à soutenir Yannick Jadot au second tour en alertant sur l'« écologie conservatrice » de son adversaire Michèle Rivasi.

### Pasteur protestant engagé
En 1998, à 28 ans, il accompagne l'occupation du temple des Batignolles par des personnes sans-papiers, où le pasteur et le Conseil presbytéral soutiennent les manifestants plutôt que de les chasser, et s'intéresse à la théologie. Il commence à lire le Nouveau Testament, les textes du philosophe protestant Olivier Abel, le journal Réforme. En janvier 2000, il est baptisé au sein de l'Église réformée de France, actuelle Église protestante unie de France, dont il devient pasteur en 2006. À la faculté de théologie protestante de Paris il obtient tout d'abord une licence, dont le mémoire portant sur la théologie d'Elizabeth Stuart est édité en 2008 sous le nom de « Au-delà du lesbien et du mâle », puis un master et un master recherche consacré au thème de l'amour chez Paul Ricœur. Enfin un doctorat en 2019 dont la thèse consacrée à la figure du théologien André Dumas est édité chez Labor et Fides. 
Le 26 janvier 2009, il bénit un couple homosexuel, il travaille à faire évoluer la doctrine de l'Église protestante unie de France, qui autorise ces bénédictions en mai 2015. Stéphane Lavignotte est inspiré par la pensée de Jacques Ellul et Serge Moscovici, à qui il a consacré des ouvrages,,. Il publie sur l'articulation entre théologie et écologie,,.
Il est directeur de La Maison verte, dans le 18e arrondissement de Paris, jusqu'en 2012. Le lieu est à la fois une maison de quartier gérée par une association loi de 1901 et une paroisse protestante inclusive, poste local de la Mission populaire évangélique, Église membre de la Fédération protestante de France ancrée dans le christianisme social. En dehors des cérémonies, le lieu accueille des conférences, des cours de soutien scolaire, une chorale, un café, un ciné-club accessible aux malentendants et sert de domiciliation à plus de 1 000 personnes sans-abri[source insuffisante]
Il est directeur et pasteur depuis juillet 2019 la Maison Ouverte, 17 rue Hoche à Montreuil (Seine-Saint-Denis),. Professeur associé à la Faculté universitaire de théologie protestante de Bruxelles chargé des cours d'éthique et du séminaire « Liturgie et inclusivité », il est également chercheur associé au Fonds Paul Ricoeur et enseignant invité au Centre Sèvres (Faculté Jésuite).

## Ouvrages
- Vivre égaux et différents, éditions de l'Atelier, 2008
- Au-delà du lesbien et du mâle : la subversion des identités dans la théologie, Van Dieren, coll. « Débats », 2008
- La décroissance est-elle souhaitable ?, Textuel, coll. « Petite Encyclopédie critique », août 2010, 144 p. (ISBN 978-2-84597-357-2)
- Jacques Ellul, l'espérance d'abord, éditions Olivétan, 2010
- Préface à Protestantisme et socialisme, de Tommy Fallot, éditions Ampelos, 2010
- Les religions sont-elles réactionnaires ?, éditions Textuel, coll. « Petite Encyclopédie critique », 2014
- (collectif) L’accueil radical, ressources pour une église inclusive, Labor et Fides, 2015
- Serge Moscovici ou l'écologie subversive, Le passager clandestin, coll. « Les précurseurs de la décroissance », 2016
- André Dumas : Habiter la vie, Labor et Fides, septembre 2020, 368 p. (ISBN 978-2-8309-1723-9)
- L’écologie, champ de bataille théologique, Textuel, coll. « Petite encyclopédie critique », mars 2022, 192 p. (ISBN 978-2-84597-899-7)